# The Surrealist Mystery
Albums de La Muerte
And the Mystery Goes On...
EP
(1985)
The Surrealist Mystery, sorti en 1984, est le premier EP du groupe belge La Muerte. Le premier album ne sortira qu'en 1987.

## L'album
C'est le tout premier enregistrement de La Muerte, sorti sur un petit label, et le seul album avec le batteur J.F.
À l'exception notable de Wild Thing tous les titres ont été composés par les membres du groupe.

## Les musiciens
- Marc du Marais : voix
- Dee-J : guitare
- Sisco de la Muerte : basse
- J.F. : batterie

## Les titres
1. Danza de la Crucifixion - 29 s
2. Evil Land - 3 min 59 s
3. I Put the Blame on You - 4 min 37 s
4. The Surrealist Mystery - 4 min 21 s
5. Wild Thing - 4 min 41 s

## Informations sur le contenu de l'album
Wild Thing : titre des Wild Ones (1965) popularisé par les Troggs (single sorti en 1966) puis par Jimi Hendrix lors de son concert au Monterey Pop Festival en 1967.